# Rifugio du Requin
Il rifugio du Requin (2.516 m s.l.m.) si trova nel massiccio del Monte Bianco e nel comune di Chamonix. È situato nel gruppo montuoso delle Aiguilles de Chamonix.

## Collocazione
Il rifugio è collocato su uno sperone roccioso della riva sinistra del ghiacciaio del Tacul ed ai piedi del Dent du Requin (3.422 m) e da cui prende il nome.

## Accesso
L'accesso avviene da Montenvers (1.913 m) in circa quattro ore. Si risale la Mer de Glace e poi il ghiacciaio del Tacul. Arrivati ai piedi dello sperone roccioso su cui è costruito delle scale aiutano a risalirlo.
In alternativa e soprattutto in primavera dalla stazione di arrivo della funivia dei Ghiacciai collocata sull'Aiguille du Midi si può discendere lungo il ghiacciaio del Gigante e poi il ghiacciaio del Tacul.

## Ascensioni
- Dent du Requin - 3.422 m